# جان کاسینی
جان کاسینی (انگلیسی: John Cassini؛ زادهٔ ۲ سپتامبر) یک هنرپیشه اهل کانادا است.
از فیلم‌ها یا برنامه‌های تلویزیونی که وی در آن نقش داشته‌است می‌توان به زن گربه‌ای، کارتر را بگیرید، هالووین اچ۲۰: ۲۰ سال بعد، انگیزه، کماندار، زنجیره احمق‌ها و آشوب اشاره کرد.